# Coppa Bernocchi 2023
La Coppa Bernocchi 2023, centoquattresima edizione della corsa ciclistica legnanese, valida come prova di classe 1.Pro del calendario UCI ProSeries 2023, si svolse il 2 ottobre 2023 su un percorso di 186,6 km con partenza da Parabiago e arrivo a Legnano, in Italia. Fu vinta dal belga Wout Van Aert, che concluse la prova in 4h09'53", alla media di 44,82 km/h, precedendo in volata gli italiani Vincenzo Albanese e Andrea Bagioli; portarono a termine la prova 79 dei 166 ciclisti al via.

## Percorso
Partita da Parabiago, la corsa nel primo tratto in linea attraversò nell'ordine Nerviano, Cerro Maggiore, Busto Arsizio e Torba, per instradarsi dunque su un circuito di 16,8 km in Valle Olona con la salita del "Piccolo Stelvio" (1,5 km al 6,6%) e lo strappo di San Pancrazio a Castiglione Olona, da percorrere sette volte; gli ultimi 25,5 km in linea, via Olgiate Olona, portarono la corsa a concludersi come di consueto a Legnano.

## Squadre e corridori partecipanti
| N.      | Cod. | Squadra                  |
| ------- | ---- | ------------------------ |
| 1-7     | SOQ  | Soudal Quick-Step        |
| 11-17   | ACT  | AG2R Citroën Team        |
| 21-27   | ADC  | Alpecin-Deceuninck       |
| 31-37   | AQT  | Astana Qazaqstan Team    |
| 41-47   | BOH  | Bora-Hansgrohe           |
| 51-57   | COF  | Cofidis                  |
| 61-67   | GFC  | Groupama-FDJ             |
| 71-77   | ICW  | Intermarché-Circus-Wanty |
| 81-87   | TJV  | Jumbo-Visma              |
| 91-97   | LTK  | Lidl-Trek                |
| 101-107 | MOV  | Movistar Team            |
| 111-117 | JAY  | Team Jayco AlUla         |

| N.      | Cod. | Squadra                           |
| ------- | ---- | --------------------------------- |
| 121-127 | UAD  | UAE Team Emirates                 |
| 131-137 | BWB  | Bingoal WB                        |
| 141-147 | COR  | Corratec Selle Italia             |
| 151-157 | EOK  | Eolo-Kometa Cycling Team          |
| 161-167 | GBF  | Green Project-BardianiCSF-Faizanè |
| 171-177 | IPT  | Israel-Premier Tech               |
| 181-187 | LTD  | Lotto Dstny                       |
| 191-196 | Q36  | Q36.5 Pro Cycling Team            |
| 201-207 | TEN  | TotalEnergies                     |
| 211-217 | BTC  | Beltrami TSA Tre Colli            |
| 221-227 | BIE  | Biesse-Carrera                    |
| 231-237 | GSS  | GW Shimano-Sidermec               |

## Ordine d'arrivo (Top 10)
| Pos. | Corridore          | Squadra | Tempo    |
| ---- | ------------------ | ------- | -------- |
| 1    | Wout Van Aert      | Jumbo   | 4h09'52" |
| 2    | Vincenzo Albanese  | Eolo    | s.t.     |
| 3    | Andrea Bagioli     | Soudal  | s.t.     |
| 4    | Marc Hirschi       | UAE     | s.t.     |
| 5    | Fausto Masnada     | Soudal  | s.t.     |
| 6    | Tiesj Benoot       | Jumbo   | a 2"     |
| 7    | Christian Scaroni  | Astana  | a 5"     |
| 8    | Julian Alaphilippe | Soudal  | a 11"    |
| 9    | Jan Tratnik        | Jumbo   | a 14"    |
| 10   | Ion Izagirre       | Cofidis | a 1'30"  |